# ヴイシニー・ヴォロチョーク

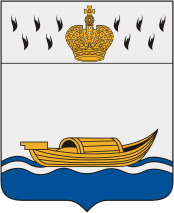
ヴイシニー・ヴォロチョークの紋章

ヴイシニー・ヴォロチョーク（ヴイシニー・ヴォロチェク、ロシア語：Вы́шний Волочёк；Vyshny Volochyok）はロシアのトヴェリ州の都市。1471年の文献には登場している古い街である。またモスクワとサンクトペテルブルクを結ぶモスクワ・サンクトペテルブルク鉄道やロシア連邦道路M10が通る。人口は56,405人（2002年国勢調査）。
ヴイシニー・ヴォロチョークは州都トヴェリの北西119kmにある。ヴァルダイ丘陵の南東側に位置し、ムスタ川を経てイリメニ湖へと流れるツナ川が流れる。近くにはヴォルガ川の支流でトヴェリへ流れるトヴェルツァ川の源流があり、バルト海水系とヴォルガ川水系の接点となっている。

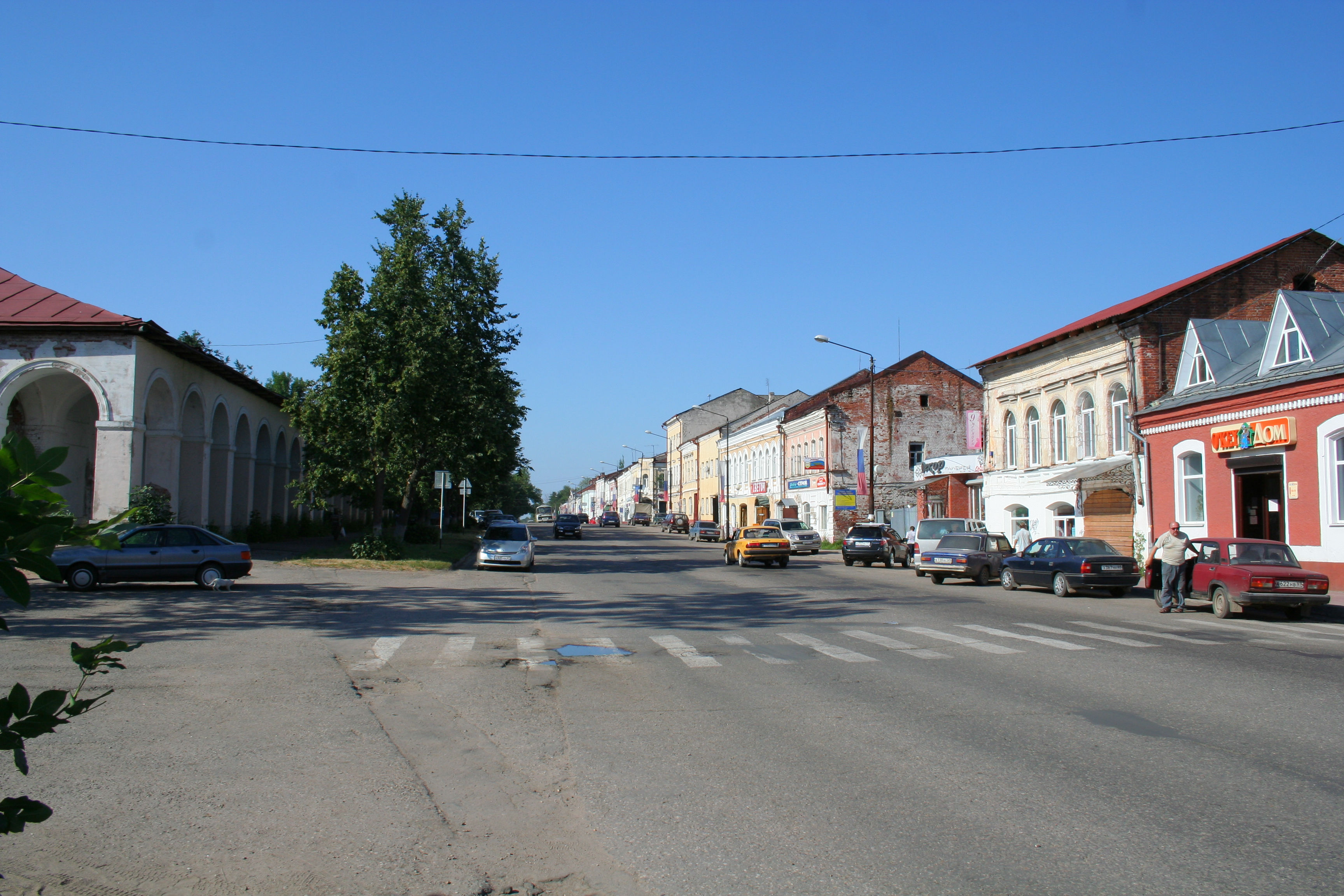
ヴイシニー・ヴォロチョークの町並み

街の名前はロシア語で「上流部の連水陸路」を意味する。バルト海方面からツナ川を遡ってきた船乗りは、ここで船と荷物を陸に揚げて歩いて運び、トヴェルツァ川で下ろしてヴォルガ川流域へと進んでいた。こうした交易路は、ヴァリャーグ（ヴァイキング）たちの時代にはスカンジナビアとビザンチン帝国とを結ぶ毛皮などの貿易経路であった。
モスクワからサンクトペテルブルクへ遷都したピョートル1世は、新首都や西ヨーロッパとロシア内陸部とを結ぶため1703年からこの地で運河建設を行い、繊維産業が集積するなど街の発展につながった（→ヴォルガ・バルト水路）。この運河は19世紀初頭まではロシアの二大都市を結ぶ主要な水運路となっていた。
19世紀半ばにはモスクワ・サンクトペテルブルク鉄道が通り、ヴイシニー・ヴォロチョークは両都市の間の主要駅として繁栄した。